# Newspaper Rock (Utah)
Pour les articles homonymes, voir Newspaper Rock.
Newspaper Rock est un site pétroglyphique du comté de San Juan, dans l'Utah, aux États-Unis. Protégé au sein du Bears Ears National Monument, il est lui-même inscrit au Registre national des lieux historiques depuis le 15 mars 1976.